# ملكة جمال كوريا (مسلسل)
ملكة جمال كوريا هو مسلسل كوري جنوبي من بطولة لي سون-كيون، لي يونهي، لي مي سوك، لي سونج-مين، سونغ سيون مي ولي كي-وو. عرض المسلسل على شبكة إم بي سي تي في في الفترة من 18 ديسمبر 2013 حتى 26 فبراير 2014.

## روابط خارجية
- ملكة جمال كوريا (مسلسل) على موقع IMDb (الإنجليزية)
- ملكة جمال كوريا (مسلسل) على موقع روتن توميتوز (الإنجليزية)
- ملكة جمال كوريا (مسلسل) على موقع كينوبويسك (الروسية)
- ملكة جمال كوريا (مسلسل) على موقع قاعدة بيانات الفيلم (الإنجليزية)